# Nel ventre dell'enigma
Nel ventre dell'enigma è un film del 2021 diretto da Pupi Oggiano.

## Trama
In una scuola di Torino si svolge una sessione d'esame con quattro studenti molto spaventati. Nel mentre un killer per le strade di Torino sceglie e uccide le sue vittime in maniera casuale.

## Distribuzione
Il film è stato distribuito nelle sale cinematografiche italiane nel 2021.